# Campionato europeo di calcio per amputati
Il campionato europeo di calcio per amputati è un torneo che si svolge con cadenza quadriennale e che mette a confronto le migliori squadre nazionali di calcio per amputati a livello europeo.
Il torneo si svolge con una prima fase con tre gironi all'italiana e una seconda fase ad eliminazione diretta.

## Edizioni
| Anno | Paese ospitante | Finale    | Finale    | Finale      | 3º-4º posto/Semifinaliste | 3º-4º posto/Semifinaliste | 3º-4º posto/Semifinaliste | Squadre |
| Anno | Paese ospitante | Vincitore | Risultato | Finalista   | Terzo posto               | Risultato                 | Quarto posto              | Squadre |
| ---- | --------------- | --------- | --------- | ----------- | ------------------------- | ------------------------- | ------------------------- | ------- |
| 2017 | Turchia         | Turchia   | 2 – 1     | Inghilterra | Polonia                   | 3 - 1                     | Spagna                    | 12      |
| 2021 | Polonia         | Turchia   | 6 - 0     | Spagna      | Polonia                   | 1 - 0                     | Russia                    | 14      |
| 2024 | Francia         | Turchia   | 3 - 0     | Spagna      | Polonia                   | 1 - 0                     | Inghilterra               | 16      |

## Medagliere
Segue una lista delle squadre che hanno raggiunto le prime tre posizioni in almeno un europeo. La Turchia detiene il record di vittorie della competizione, due ed è l'unica ad averne vinto 2 consecutivamente.
| Squadra     | Vincitore | Secondo posto | Terzo posto | Quarto posto | Totale podi | Totale piazzamenti nei primi quattro posti | Edizioni vincenti | Partecipazioni |
| ----------- | --------- | ------------- | ----------- | ------------ | ----------- | ------------------------------------------ | ----------------- | -------------- |
| Turchia     | 3         | -             | -           | -            | 3           | 3                                          | 2017, 2021, 2024  | 3              |
| Spagna      | 0         | 2             | -           | 1            | 3           | 3                                          | -                 | 3              |
| Inghilterra | 0         | 1             | -           | 1            | 1           | 2                                          | -                 | 3              |
| Polonia     | 0         | -             | 3           | -            | 3           | 3                                          | -                 | 3              |
| Russia      | 0         | -             | -           | 1            | 0           | 1                                          | -                 | 2              |

## Partecipazioni e prestazioni nelle fasi finali
Legenda
x: non partecipante al campionato in quell'anno
-: non qualificata.
R: ritiratasi prima dell'inizio del torneo o durante le qualificazioni (per incontri non disputati).
S: squalificata.
Q: qualificata per un torneo ancora da disputarsi.
1T: eliminata nella fase a gironi.

QF: eliminata ai quarti di finale.
SF: eliminata in semifinale.
4ª: quarta classificata.
3ª: terza classificata.
2ª: seconda classificata.
V: vincitrice.
   : Nazione ospitante.
| Nazionale   | 2017 | 2021 | Totale | Vincitore |
| Turchia     | V    | V    | 2      | 2         |
| Spagna      | 4ª   | 2ª   | 2      | 0         |
| Inghilterra | 2ª   | QF   | 2      | 0         |
| Polonia     | 3ª   | 3ª   | 2      | 0         |
| Russia      | S    | 4ª   | 2      | 0         |
| Italia      | QF   | QF   | 2      | 0         |
| Irlanda     | QF   | QF   | 2      | 0         |
| Francia     | QF   | QF   | 2      | 0         |
| Germania    | 1T   | 1T   | 2      | 0         |
| Georgia     | 1T   | 1T   | 2      | 0         |
| Belgio      | 1T   | 1T   | 2      | 0         |
| Grecia      | 1T   | 1T   | 2      | 0         |
| Israele     | x    | 1T   | 1      | 0         |
| Ucraina     | x    | 1T   | 1      | 0         |